# フェンダー・スウィンガー
フェンダー・スウィンガー (Fender Swinger) は1969年にフェンダーが発表し、短命で少数生産のみに終わったエレクトリックギター。ヘッドに付されるべき "Swinger" ロゴは欠落していることが多く、「ミュージックランダー」や「アロー」の名でも知られる。

## 起源
スウィンガーは1965年にフェンダーを買収したCBS社が工場の在庫資材を金に換えるため、失敗作であるベースVのボディとミュージックマスターの部品を組み合わせて作った単なる試みに過ぎない。同様にして作られたものにマーヴェリックという名でも知られるフェンダー・カスタムがある。もう一つの安価でショートスケールのスチューデントタイプギターであったが、真剣に売られることもなく、結果的に人気も得られなかった。
しかし、トーキング・ヘッズのティナ・ウェイマスは映画『ストップ・メイキング・センス』内のライヴ・パフォーマンスで使用している。ベン・クウェラー (Ben Kweller) のライヴでも使用されており、彼のセルフタイトルアルバムの大半の曲はこのギターが使用されている。
今日、スウィンガーはコレクターズアイテムとなっている。
|  |

## 日付の刻印
スウィンガーはそこらに散らかっていた部品の寄せ集めなので、個々の部品に刻印された日付はギターの製造年月より古い。たとえば、ネックには1966年の刻印が打たれている。知られる限りにおいて、スウィンガー自体の製造はすべて1969年である。